# Santa María Chimalapa
Santa María Chimalapa es una población del estado mexicano de Oaxaca, localizada en el Istmo de Tehuantepec y cabecera del municipio del mismo nombre.
Santa María Chimalapa es una población mayoritariamente de etnia zoque, se encuentra en el extremo sureste del estado cercano a los límites del estado de Chiapas, dicha zona es conflictiva debido a la indefición en los límites territoriales entre Chiapas y Oaxaca que conllevan conflictos territoriales y agrarios.

## Tiponomía
Chimalapa, según en lengua Zoque, se refiere a "Jícara de Oro".